# مسرح أمريكا اللاتينية
مسرح أمريكا اللاتينية (بالإسبانية: Teatro de América Latina)‏ هو المسرح الذي كُتب باللغة الإسبانية في الجزء الغربي من الكرة الأرضية، التي خضعت للفتح الإسباني بعد اكتشاف القارة الأمريكية عام 1492، واللغة البرتغالية في أدب بورتوريكو وأدب البرازيل إضافة إلى الكتابات المسرحية المكتوبة باللغة الفرنسية. واستقرت هذه البلدان في الوقت الحالي في تسع عشرة دولة ناطقة بالإسبانية وهي الأوروغواي، تشيلي، باراغواي، الأرجنتين، بوليفيا، الإكوادور، كولومبيا، فنزويلا، بنما، بيرو، كوستاريكا، نيكاراجوا، هندوراس، السلفادور، جواتيمالا، المكسيك، كوبا، الدومينيكان وبورتوريكو، إضافة إلى أجزاء من أمريكا الشمالية وأمريكا الوسطى وأمريكا الجنوبية ودول منطقة البحر الكاريبي.

## بدايات المسرح وتطوره
ترجع بدايات فن المسرح في أمريكا اللاتينية إلي قبل الفتح الإسباني، حيث تحدث المؤرخون الإسبان عن نشاط مسرحي لحضارات مثل حضارة الناهوالت في المكسيك، والمايا في أمريكا الوسطي، وحضارة الإنكا في بيرو، التي تمثلت في الروايات الملكية التي كتبها الإنكا جارثيلاسو دي لا بيجا. لم يتم العثور علي نص مسرحي كامل لتلك الأنشطة وإنما علي بعض النصوص القصيرة الهامة لقيامها بإعطاء فكرة عن المسرح في المجتمع الهندي الأمريكي قبل الفتح، ولوجود عنصر المرأة بها.
تميز النشاط المسرحي في ظل الفتح الإسباني بالطابع الديني، فقد استغل المبشرون الإسبان المسرح كوسيلة لنشر المسيحية في البلاد المفتوحة حيث أن هذا المسرح لم يكن أوروبيًا خالصًا بل امتزج بالتقاليد الموروثة عن الشعوب الهندية القديمة.
في أواخر القرن السادس عشر، برز اتجاهان مختلفان للمسرح: المسرح الديني الذي كان يهدف إلي نشر تعاليم المسيحية بين الشعوب الأصلية لأمريكا اللاتينية والمسرح الدنيوي الذي ازدادت أهميته مع الوقت.
في القرن التاسع عشر، ازدهر المسرح حيث أنه كان بمثابة مكانًا مهمًا لاجتماع الطبقة الأرستقراطية والطبقة المتوسطة التي كانت تفضل الأعمال الأجنبية. ولذلك، كانت نقطة الانطلاق هي  الأمة. وكذلك كان التعبير عن شعورهم بالبحث عن ذلك الذي يصل الروح القومية بالعالمية ولكن داخل قوالب ذاتية.
في القرن العشرين، اتجه المثقفون بعد ذلك إلي إبراز الجانب القومي في أعمالهم، فقد أصبح في القرن العشرين بمثابة القضية الأولي لغالبية المثقفين الذين ربما كانوا قد استمدوا شعارهم من كلمات المفكر الكبير خوسيه مارتي التي تقول «إن الحاكم الجيد في أمريكا اللاتينية ليس من يكون علي علم بكيفية الحكم بألمانيا أو فرنسا وإنما الذي يُدرك الأسس التي يُحكم بها بلاده».

## المسرح النسوي  الأمريكي اللاتيني
كان الاعتراف بالدور الذي لعبته المرأة في تاريخ المسرح العالمي ضئيلًا للغاية، إذا ما قورن بالجهد والنشاط الذي بذلته علي مستوي الآداء المسرحي والتأليف. ولقد انعكست الظواهر الاجتماعية والتاريخية السلبية علي المرأة في مجال المسرح، حيث عملت الظروف الاجتماعية السياسية والنفسية ضد حرية التعبير لدي المرأة وضد الاعتراف بها بوصفها كاتبة مسرحية. وفي هذا الصدد، كان يتوجب إصلاح الاعتقاد الذي يُرجع الإسهام التاريخي الضئيل لدي المرأة علي خشبة المسرح إلي قلة موهبتها أو عدم تفانيها في إخراج منتوجها الفني كاملًا. ولكنه في حقيقة الأمر، كانت نتيجة للسياق المجتمعي التاريخي الذي تعيش به. ويمكن التحقق من هذه الفرضية من خلال البحث الذي نُشر تحت عنوان الأنثي الخفية: حال كاتبات المسرح في الأدب الألماني،
 والذي يُركز علي كاتبات المسرح الألماني. اكتشفت الباحثة سيجفريد شولتز نوفاك وجود عددًا لا بأس به من كاتبات المسرح اللاتي لم يذكر عنهن النقد الأدبي شيئًا. ويرجع ذلك إلى أن هذا النقد كان يتم كتابته من قبل رجال عكسوا إسهاماتهم الخاصة فقط وتناسوا تلك التي للمرأة.
لم يدون التاريخ لقب أول امرأة كاتبة مسرح حتي القرن العاشر، إلي أن جاءت الكاتبة الألمانية هروتسفيثا دي جانديرشيم، والتي يبدو أنها الشخصية الوحيدة التي كتبت قطع مسرحية منذ نهاية الدراما اللاتينية عام 65 م وحتي بدايات القرن الثاني عشر. دي جانديرشيم هي كاتبة ألمانية من القرن العاشر، كتبت باللغة اللاتينية، وتعتبر هي أول شخصية، منذ العصور القديمة، تقوم بتأليف أعمال مسرحية بهذه اللغة. وفيما بعد، لم تظهر أي نصوص لكاتبات مسرح أُخريات لمدة تصل إلي ستمائة عام تقريبًا، إلي أن ظهر في القرن السادس عشر بإيطاليا العمل المسرحي la commedia del Varteall'improvizzo،  والذي أعطي النساء الفرصة للتعبير عن أنفسهن علي خشبة المسرح.
	بعد ذلك، ظهرت أول شخصية داخل الأدب الإسباني الأمريكي وهي الكاتبة المكسيكية الشهيرة سور خوانا إينيس دي لا كروث، التي تُعد رمزًا هامًا في المسرح الإسباني الأمريكي، لما لديها من عمق بالموضوعات ودقة في التعبير. استطاعت هذه المرأة أن تطرح نفسها بقوة مع الكتاب الرجال من أبناء جيلها. قدمت الكاتبة في أعمالها الوضع المعقد للعلاقات بين الذكور والإناث في المجتمع، فظهر في أعمالها المسرحية انتقادًا واضحًا للقيود المفروضة علي المرأة.
وبرز في القرن التاسع عشر بأمريكا اللاتينية العديد من الرموز المسرحية الهامة مثل الكوبية خيرتروديس جوميث دى أبييانيدا (1814- 1873)، والبويرتوريكية كارمن إرنانديث دي أراوخو (1832– 1877).
أيضًا في النصف الأول من القرن العشرين بأمريكا اللاتينية، وُجد عدد ليس بقليل من النساء اللاتي استخدمن فن المسرح للتعبير عن نظرتهن إلي العالم. فعلى سبيل المثال، وُجدت كاتبة تعد علامة بارزة في عالم المسرح الإسباني الأمريكي وهي الشاعرة والكاتبة المسرحية الأرجنتينية على حد سواء ألفونسينا أستورني (1892 - 1938)، كما يُذكر أيضًا الإنتاج المسرحي لكل من الكاتبة ماروكسا بيلالتا (1932) والتي عُرِفت بكتابة مسرح الفلسفة الوجودية، والكاتبة الأرجنتينية جريسيلدا جامبارو (1928)، التي عكست في أعمالها واقع الأرجنتين المعاصرة من عنف وقسوة ومعاناة الجنس البشري.
كانت مكانة الكاتبات المعاصرات للمسرح الإسباني الأمريكي في القرن العشرين والواحد والعشرين لا تختلف كثيرًا عن الكاتبات الأوائل في بلدان أمريكا اللاتينية من قبل. فلا يزال العمل المكتوب من قبل امرأة، علي مر التاريخ، يحتل المرتبة الثانية في عالم المسرح. وتظهر من بين ممثلي المسرح النسوي الحديث بأمريكا اللاتينية في نهايات القرن العشرين وبدايات القرن الواحد والعشرين أعمال كل من الكاتبات المعاصرات؛ المكسيكية  إلينا جارو (1920- 1998)، والكوستاريكية أنا إيستارو (1960)، والبروفية ماريانا ديه ألثاوس (1974)، والأرجنتينية أجوستينا مونيوث (1985)، نموذجاً واضحاً لهذه الظاهرة.